# Негрешть (Констанца)
Негрешть, Негрешті (рум. Negrești) — село у повіті Констанца в Румунії. Входить до складу комуни Кобадін.
Село розташоване на відстані 169 км на схід від Бухареста, 44 км на південний захід від Констанци.

## Населення
За даними перепису населення 2002 року у селі проживали 530 осіб.
Національний склад населення села:
| Національність | Кількість осіб | Відсоток |
| -------------- | -------------- | -------- |
| румуни         | 523            | 98,7%    |
| татари         | 6              | 1,1%     |

Рідною мовою назвали:
| Мова      | Кількість осіб | Відсоток |
| --------- | -------------- | -------- |
| румунська | 523            | 98,7%    |
| татарська | 6              | 1,1%     |